# Operation Hope Not

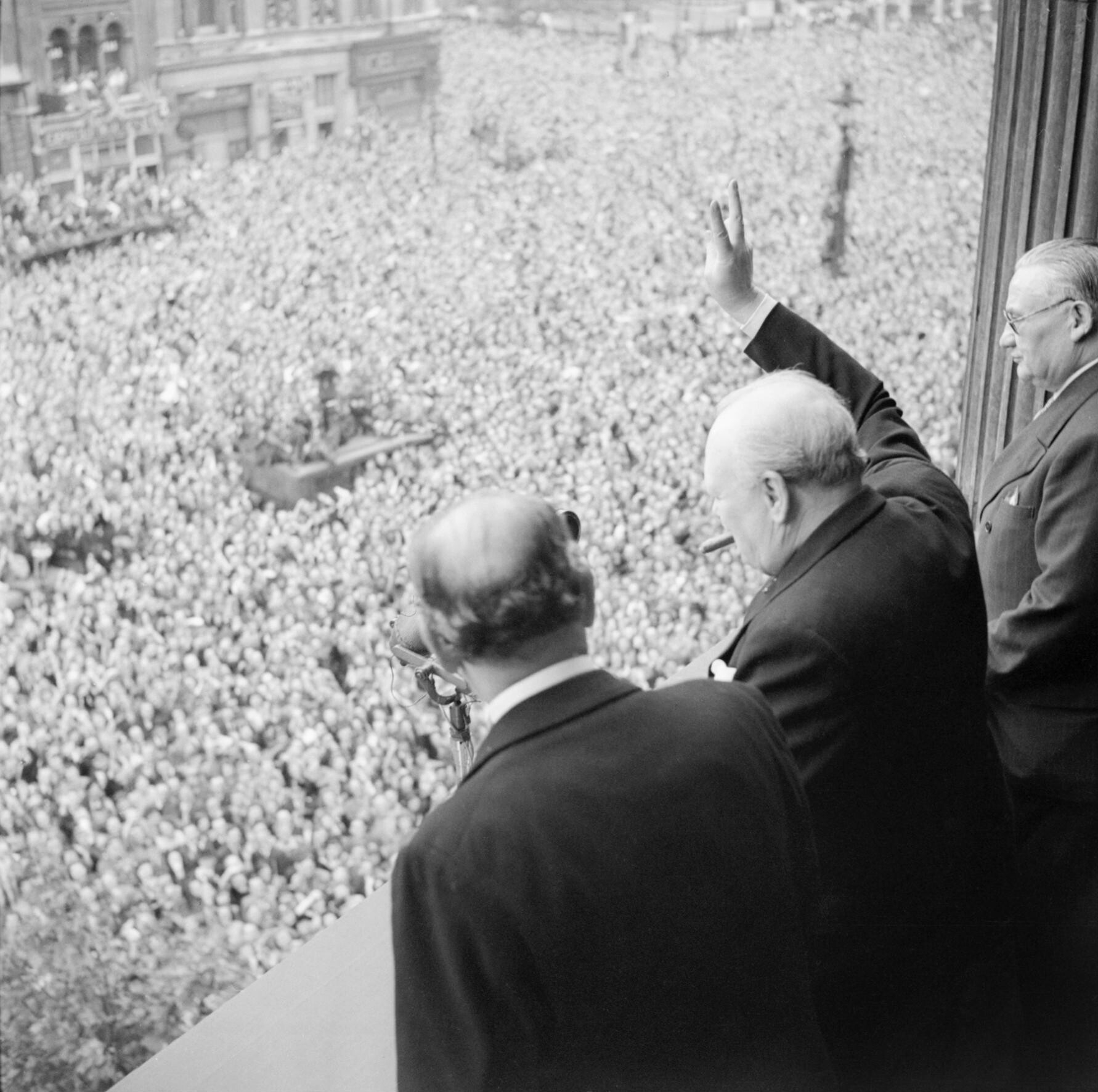
Churchill dando la señal V en Whitehall el día que transmitió a la nación que la guerra con Alemania había sido ganada, 8 de mayo de 1945

La Operación Hope Not era el nombre en clave de un plan funerario para Winston Churchill que comenzó en 1953, doce años antes de su muerte. El plan detallado fue preparado en 1958. Churchill condujo al país a la victoria en la Segunda Guerra Mundial (1939–1945) durante su primer mandato como Primer Ministro del Reino Unido . Mientras estaba en su segundo mandato fue golpeado por un derrame cerebral importante en 1953 que causó preocupación por su muerte. El gobierno británico comenzó una preparación meticulosa, según lo decretado oficialmente por la reina Isabel II, para ser una conmemoración "en una escala acorde con su posición en la historia". Como comentó Lord Mountbatten, Churchill "siguió viviendo y los sepultureros seguían muriendo" de tal manera que el plan tuvo que ser revisado varias veces hasta su muerte en 1965.
El proyecto oficial fue llevado a cabo por Bernard Fitzalan-Howard, XVI duquie de Norfolk (como el Conde Mariscal) para ser el funeral de estado más grande para una persona fuera de la familia real desde la de Arthur Wellesley, primer duque de Wellington . Churchill murió el 24 de enero de 1965, y el plan final titulado Funeral de Estado del difunto Sir Winston Leonard Spencer Churchill, KG, OM, CH se emitió el 26 de enero y se implementó el 30 de enero de 1965. Durante el funeral de Churchill, su cuerpo permaneció en Capilla Ardiente en Westminster Hall . El servicio funerario principal se celebró en la Catedral de San Pablo . El ataúd fue transportado por el MV Havengore en el Támesis a la estación de Waterloo, y desde allí en tren a Bladon, Oxfordshire, donde fue enterrado en la Iglesia de Saint Martin, Blandon, cerca de Woodstock y no lejos de su lugar de nacimiento en Blenheim.
Las copias originales de los documentos finales, que exceden las 415 páginas, emitidas el 26 de enero de 1965, se encuentran en varios repositorios, y una copia privada se subastó en 2017. 

## Origen y desarrollo.
La planificación del funeral de Winston Churchill comenzó después de que el primer ministro sufriera un derrame cerebral importante en 1953.  La familia mantuvo en secreto el incidente en una fiesta en Downing Street . La reina Isabel II fue una de las pocas que fueron informadas. Fue la Reina quien insistió en que el plan del funeral debería estar preparado en el momento oportuno. El lugar para la capilla ardiente se estableció en 1957. Escribiendo al duque de Norfolk, George Cholmondeley, 5.º marqués de Cholmondeley y Lord gran chambelán, mencionó que Westminster Hall sería el lugar. El plan real se inició en 1958, como lo indica la carta de Anthony Montague-Browne, secretario privado de Churchill, a Lady Churchill en el verano de 1958, que establece: 
Así que el plan del funeral se dibujó en su forma elaborada en 1958, cuando el entonces primer ministro Harold Macmillan tomó la iniciativa. El 21 de marzo de 1958, se produjo el primer borrador del plan titulado Procedimiento sobre la muerte de Sir Winston Churchill . El plan se mantuvo como documento personal y confidencial. Se decidió que Churchill sería transportado desde Westminster Hall a St Paul's en un carro de armas, de Thames a Gravesend en una navegación de dos horas, y luego a Chartwell en un viaje de 25 millas que tomaría 73 minutos. En 1959, se propuso inicialmente un yate a vapor St. Katharine para el transporte en el Támesis, pero como estaba en reparación, se eligió el yate Patricia de Trinity House . La tercera versión fue preparada el 10 de febrero de 1960. El barco se cambió al MV Havengore, y su horario exacto se especificó a las 12.50 p. m. para la salida y a las 1.05 p. m. para la llegada al destino, ahora adyacente a la estación de Waterloo .  En octubre de 1960 se aprobaron los detalles generales, incluidas las invitaciones y la procesión fúnebre, que indicaban: 
Una camioneta fúnebre fue reservada en 1962 específicamente para el tren fúnebre y se mantuvo fuera de la vista pública en Stewarts Lane hasta que fuera necesario.
Parte del plan fue probado el 28 de junio de 1962 después de que Churchill, que se alojaba en el Hôtel de Paris Monte-Carlo, se cayó y se rompió la cadera. Temiendo que la lesión fuera peor de lo que realmente fue, le dijo a Montague Browne: "Recuerda, quiero morir en Inglaterra". Prométeme que lo verás ". Montague Browne telefoneó de inmediato a Harold Macmillan, quien activó parte de la Operación Hope Not. La Real Fuerza Aérea devolvió a Churchill a Londres, en contra del consejo de los médicos franceses de que no debía ser trasladado. Churchill se recuperó después de pasar 55 días en el Hospital Middlesex .
En julio de 1962, un documento elaborado para el plan fue etiquetado como "Secreto". Emitido por el general de división Sir George Burns de Horse Guards abrió con la declaración: 
En 1963, se creó un comité oficial con el duque de Norfolk como presidente. Con el tiempo, se modificaron ciertos detalles del plan para adaptarse a las situaciones cambiantes. Según Lord Mountbatten, los cambios fueron necesarios porque Churchill "seguía viviendo y los sepultureros seguían muriendo". Un cambio fue el lugar del entierro. Churchill originalmente quiso que lo enterraran en su jardín de croquet en Chartwell, en Kent. Pero como se le iba a dar un funeral de estado completo, se eligió un cementerio más respetable, la Iglesia de San Martín en Bladon .  Lo que inspiró el cambio de entierro fue que Churchill visitó a Bladon a fines de 1959, donde fueron enterrados sus antepasados, incluido su padre Lord Randolph Churchill . Al tocar una parcela vacía, se le oyó comentar: "Este es mi lugar aquí". Cambió su testamento para el entierro el 31 de diciembre de 1959. El documento final completado el 2 de noviembre de 1964 constaba de 200 páginas. El día tentativo del evento se marcó el Día "D". Fue archivado el 26 de enero de 1965 en un sobre marcado "Al Servicio de Su Majestad ".
Churchill mismo tuvo poco que ver con el plan. Le pidió a Harold Macmillan que hubiese himnos animados. Como fanático de las bandas militares, le pidió a Anthony Montague Browne que incluyera muchas bandas militares y dijo: "Recuerden, quiero muchas bandas militares". Inicialmente también quiso que lo incineraran y enterraran sus cenizas en su casa de Chartwell; específicamente en el jardín de croquet cerca del cementerio de mascotas donde fueron enterrados sus dos preciados perros Rufus I y Rufus II. Fue solo mucho más tarde que eligió un entierro.  En 1960, la propuesta para transportar el ataúd de St. Paul's a Thames estaba en el muelle de Westminster, pero Churchill solicitó la estación de Waterloo en Londres .

## Detalles del plan
El plan fue muy detallado; todas las actividades fueron programadas con exactitud. Churchill estaría en capilla ardiente en el Palacio de Westminster . Desde allí, en su ataúd sería llevado por una cureña por las calles de Londres hasta la Catedral de San Pablo, donde se celebraría el funeral. Insertado en el documento había un mapa preciso de la ruta de toda la procesión. La procesión debía pasar por los principales lugares relevantes para la vida de Churchill, incluida la Iglesia de St Margaret, donde se casó. La procesión sería dirigida por cuatro oficiales de armas que llevarían los logros de un funeral heráldico como las espuelas, la cresta, el objetivo y la espada. El Conde Mariscal con los heraldos entraría a la Gran Puerta Oeste de la Catedral a las 10.49. El movimiento de la Reina también fue especificado. Su Majestad llegaría a la catedral desde el Palacio de Buckingham a través de la calle Godliman a la izquierda del Colegio de Armas.  Se asignaron asientos para la familia real, la familia de Churchill, el señor alcalde y la familia, miembros de la Cámara de los Lores, el Ministerio de Asuntos Exteriores y concejales privados, ministros, miembros de parlamentos, miembros de los Grandes Oficiales de Estado, jueces y oficiales legales, Caballeros de la Liga, concejal y representantes de la ciudad de Londres, miembros de los servicios civiles, oficiales y personal de la Cámara de los Comunes, miembros de la Royal Navy, miembros del ejército, miembros de la Royal Air Force, alcaldes, oficina colonial, La Oficina de Relaciones de la Commonwealth, la Oficina de Escocia, la Oficina de Irlanda del Norte, el Consejo del Condado de Londres, la Marina Mercante, la Autoridad de Aviación Civil, la industria, la prensa y los representantes de las organizaciones a las que estaba vinculado Churchill.
Desde la catedral, lo llevarían al Támesis en MV Havengore (el bote para el transporte del ataúd en el río). Los saludos con armas debían darse en el bote exactamente durante dos minutos y 35 segundos. Las instrucciones para la música incluyeron gaiteros tocando y desapareciendo exactamente a los dos minutos y 45 segundos. A lo largo de las orillas del río, los estibadores bajaban sus grúas como un saludo a medida que el barco pasaba. Los aviones sobrevolarían la ruta de la procesión. Desde la estación de London Waterloo, el ataúd será transportado en un tren especial a Bladon, el lugar de descanso final.
Habría 575 oficiales militares con 6508 soldados. Las tropas procesionales se reunirían en los Desfiles de la Guardia del Caballo, el Cuartel de Wellington y el Millbank. A los soldados que bordean la calle se les proporcionaría té y bollos, o té y una ración de mochila. La cena se proporcionaría en las áreas de concentración o barracas. Los portadores de palitos consistían en dos equipos de diferentes regimientos, los Guardias de Granaderos y los Húsars irlandeses reales de la reina . Los Guardias de Granaderos serían responsables durante la procesión principal, mientras que los Húsars irlandeses reales de la Reina serían responsables de subir y bajar del tren fúnebre y durante el descenso a la tumba. La Oficina del Conde Mariscal emitiría invitaciones y boletos para el servicio, y recibiría disculpas de ausencia.
Había dos documentos adicionales. Uno tenía un folleto de 47 páginas y se titulaba como Operación Esperanza no, pero contenía instrucciones de la Policía Metropolitana de Londres (ahora Servicio de Policía Metropolitana ). Dirige a los oficiales y al personal de turno, los horarios de los desfiles, el control del tráfico, los refrigerios y la ubicación de los comedores, las instalaciones de primeros auxilios, los uniformes, la ruta que deben tomar la Reina y las familias reales y la procesión fúnebre. El otro documento llamado Orden de Operación No 801 tenía 59 páginas y estaba estrictamente relacionado con el sistema de tráfico y las patrullas de seguridad. Se especificaron los horarios de los semáforos, la apertura y el cierre de puentes sobre el Támesis, que serán monitoreados por 527 oficiales. 282 oficiales supervisarían la seguridad desde la noche anterior al funeral. También proporciona un horario exacto para las tareas policiales desde la mañana (2 a. m.) del día del funeral hasta la 1.25 p. m., cuando el tren saldría de Waterloo.
Churchill murió el 24 de enero de 1965. Por decreto de la Reina, su cuerpo permaneció en estado en Westminster Hall durante tres días a partir del 27 de enero, antes del funeral de estado real de Churchil el 30 de enero. El plan del funeral fue implementado por el duque de Norfolk, Bernard Fitzalan-Howard . El plan detallaba los roles de más de 1,000 personas, autoridades gubernamentales y militares. La última versión de la Operación Esperanza no fue emitida bajo el "Distrito de Londres: Orden especial del distrito" por el mayor general EJB Nelson, oficial general al mando del distrito de Londres y comandante general al mando de la brigada de hogares el 26 de enero.

## El documento
El documento final se tituló Funeral de Estado del difunto Sir Winston Leonard Spencer Churchill, KG, OM, CH y comenzó con las instrucciones para "Movimiento de la organización militar y civil". Consistía en 115 páginas de textos y más de 300 páginas de mapas. Se conservaron copias de los documentos en los archivos del castillo de Arundel en West Sussex, el centro de archivos de Churchill del Churchill College, el College of Arms de Londres y los archivos nacionales de Kew. Siguiendo la política de secreto de 30 años, se exhibieron por primera vez para el público el 31 de enero de 1995. Una de las copias originales pertenecía a Philip Bainbridge del equipo B2 de Scotland Yard. Después de la ejecución del plan, Bainbridge se lo dio a su hija Janet Burnett por su regalo de aniversario. Burnett dio los documentos para la subasta. Catherine Southon Auctioneers and Valuers los vendió por £ 472 en el campo de golf Farleigh Court en Surrey el 22 de febrero de 2017. En respuesta a por qué los vendió, Burnett dijo que no podía decidir a cuál de sus seis nietos se los pasaría.